# Винахід, що становить державну таємницю
Ви́нахід, що стано́вить держа́вну таємни́цю — це винахід людини, який згідно 6 статті Закону України «Про державну таємницю», що входить до державної таємниці.
Ступінь секретності винаходу, як правило, пропонує сам заявник, виходячи з вимог законодавства та відомчих інструкцій. Проте, є можливості запропонувати заявникові прийняти заходи із забезпечення секретності заявки може й патентне відомство за своєю ініціативою. Рішення про віднесення винаходу до державної таємниці приймає державний експерт з питань таємниці.